# Фальк, Микша

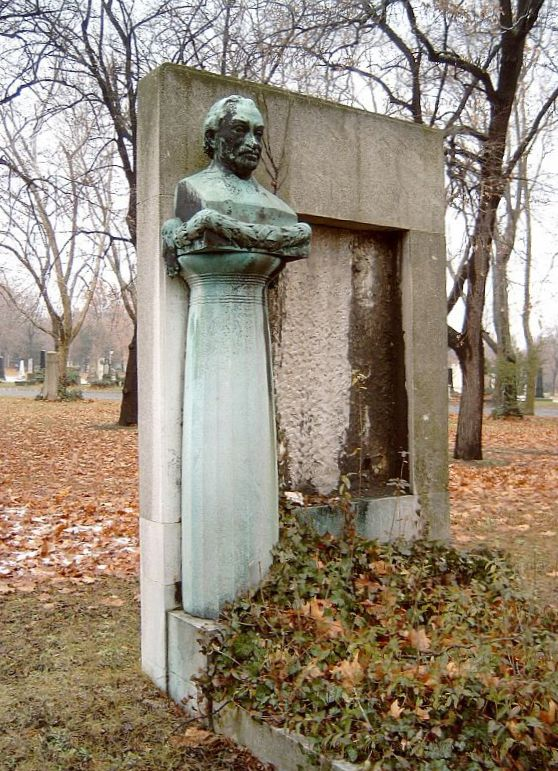
Надгробие на могиле Макса Фалька на кладбище Керепеши

Микша Фальк (Макс Фальк, венг. Falk Miksa; 7 октября 1828, Пешт — 10 сентября 1908, Будапешт) — венгерский политический деятель и публицист.

## Биография
Работая в немецких и венгерских изданиях, стоял за восстановление венгерской конституции, за что поплатился трёхмесячным тюремным заключением.
С 1865 года, когда были возобновлены попытки к улаживанию отношений между Австрией и Венгрией, на Фалька стали обращать особенное внимание в правительственных сферах.
В 1866 и 1867 годах он ежедневно читал императрице Елизавете лекции по истории и литературе Венгрии.
Став в 1867 году главным редактором газеты «Pester Lloyd», он вскоре сделал её одним из самых значительных периодических изданий Венгрии.
В 1867 году избран в члены венгерского сейма, где примкнул к умеренно-либеральному направлению Деака, Этвёша, Андраши и др. В делегациях для обсуждения общих дел Австро-Венгерской монархии Фальк постоянно являлся докладчиком по вопросам внешней политики.
Написал:
- «Die Krönung des Königs von Ungarn»,
- «Die fürstliche Familie Esterházy»,
- «Der ungar. Historiker Ladislaus Szalay»,
- «Graf Stephan Széchényi und seine Zeit» (последнее также и по-мадьярски, Пешт).
- «Erinnerungen an Königin Elisabeth» (австро-венг. императрица; Пешт, 1898).

Ранее ошибочно считалось, что Микша Фальк приходится родственником американскому актёру Питеру Фальку. Даже памятник Питеру Фальку и собаке был установлен именно на той улице венгерской столицы, которая носит имя Макса (Микши на венгерский манер) Фалька.